# Gabriella Rasponi Spalletti

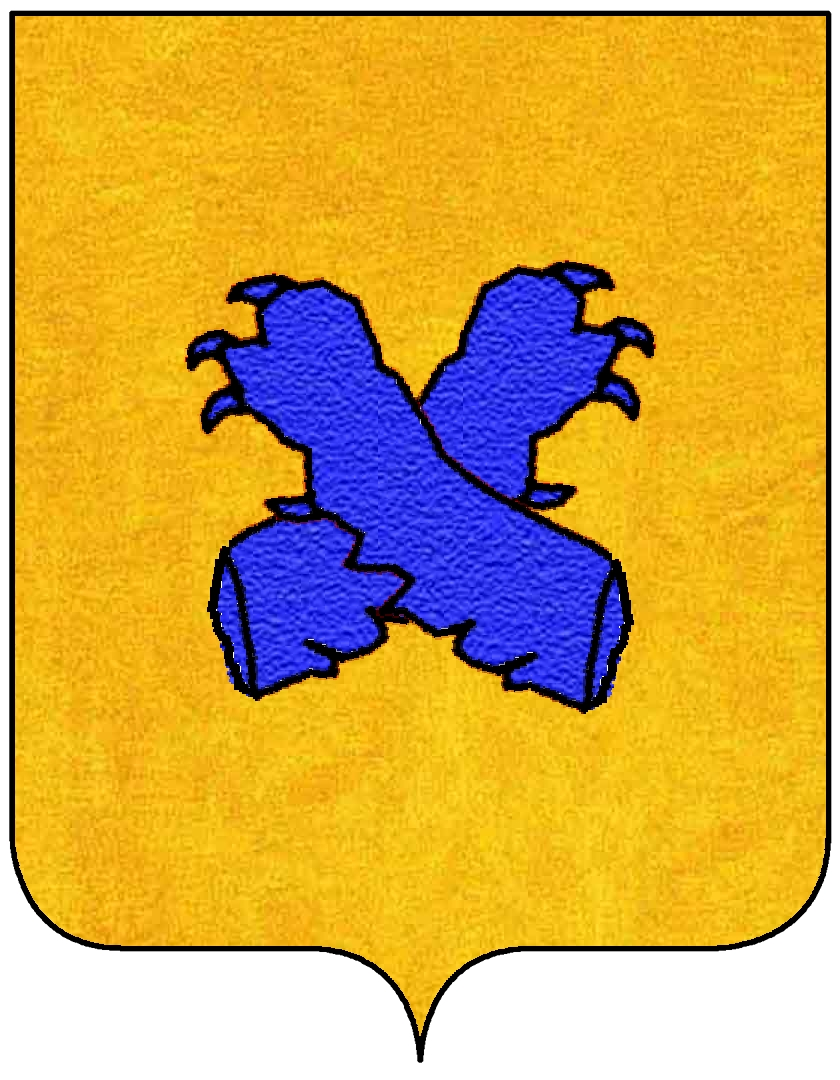
Stemma Rasponi

Gabriella Rasponi Spalletti (Ravenna, 10 aprile 1853 – Roma, 29 ottobre 1931) è stata una socialite italiana.

## Biografia
Gabriella Rasponi Bonanzi nacque il 10 aprile 1853 a Ravenna; figlia di Cesare Rasponi Bonanzi (1822-1886), vice-console di Francia, deputato e poi senatore del Regno d'Italia, e di Letizia Rasponi Murat (1832-1906), figlia del conte Giulio Rasponi e nipote di Gioacchino Murat e Carolina Bonaparte.
Prima di trasferirsi a Roma al seguito del marito Venceslao Spalletti Trivelli, divenuto Senatore del Regno d'Italia nel 1884, e di aprire le porte del suo salotto capitolino a intellettuali come Marco Minghetti e Ruggero Bonghi, visse a Reggio Emilia.
Nel 1901 fece costruire una villa vicino al Quirinale. L'edificio, noto come Villa Spalletti Trivelli, è un villino urbano con giardino all'italiana che ospita oggi un hotel di lusso dallo stesso nome.
Morì il 29 ottobre 1931 a Roma.

### Scuola di modano e ricamo
Nel 1897 organizzò un laboratorio di merletto a filet in una delle sue ville a Quarrata. Il laboratorio, nato con l'obiettivo di migliorare la vita delle operaie, si trasformò successivamente in uno dei primi istituti professionali per donne in Italia. Le opere prodotte nel laboratorio, finanziato da Gabriella Rasponi Spalletti, ebbero presto successo, tanto da essere commercializzate a partire dal 1903 dalla ditta "Francesco Navone" e da essere esposte a Roma (1902), Siena (1904), Genova (1905) e, all'estero, all'Esposizione universale di Saint Louis del 1904, nella quale si aggiudicarono il Gran Premio. Nel 1912 la scuola diventò una cooperativa e prese il nome di Scuola di modano e ricamo Contessa Spalletti, Lucciano - Quarrata. Nel 1924 della società di mutuo soccorso facevano parte 450 socie.

### Consiglio Nazionale delle Donne Italiane
Gabriella Rasponi Spalletti fu anche presidentessa del Consiglio Nazionale delle Donne Italiane, sostenendo il suffragio universale e istituendo un Comitato di sostegno per le vittime del terremoto di Messina del 1908. Per quest'ultima iniziativa la regina Elena le conferì la missione ufficiale di tutrice di minori. Fu la prima donna a ottenere questo incarico.

## Figli
Ebbe cinque figli:
- Giambattista Spalletti Trivelli (1890 - 1967);
- Cesare Spalletti Trivelli (1892 – 1966);
- Maria Luisa Spalletti Trivelli (1871 – 1875);
- Carolina Spalletti Trivelli (1873 – 1940).
- Rosalia Spalletti Trivelli

## Pronipoti
- Lucrezia D'amico (
- Guendalina Coda Nunziante (
- Vittorio Balbo Bertone di Sambuy (
- Eduardo Coda Nunziante (2004-